# Rhodanthidium jerusalemicum
Rhodanthidium jerusalemicum är en biart som först beskrevs av Mavromoustakis 1938.  Rhodanthidium jerusalemicum ingår i släktet Rhodanthidium och familjen buksamlarbin. Inga underarter finns listade i Catalogue of Life.